# 三十字广场

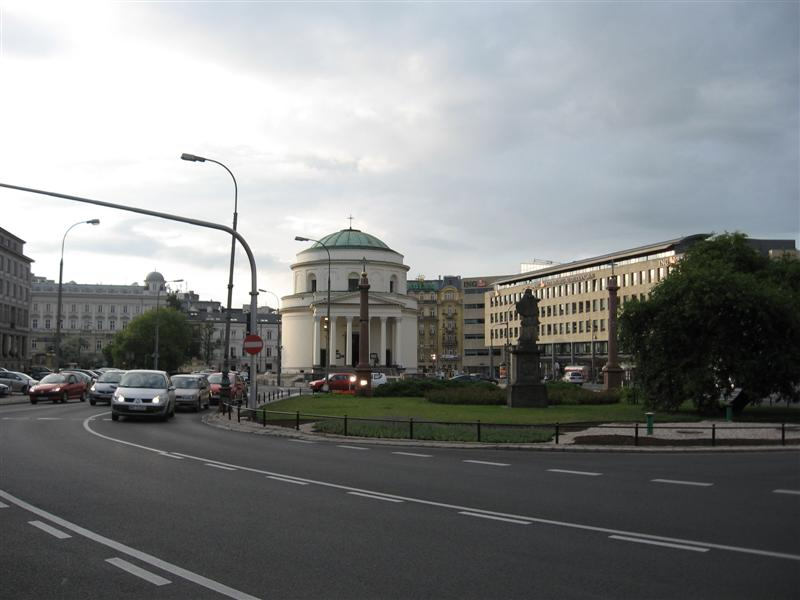
三十字广场，三个十字架清晰可见

三十字广场（波蘭語：Plac Trzech Krzyży）是波兰首都华沙的一个大型广场，位于皇家之路上，北面是新世界街（ulica Nowy Świat），南面是乌亚兹多夫大道（Aleje Ujazdowskie）。
在广场上矗立着新古典主义的圣亚历山大教堂（Kościół św. Aleksandra），1818–25年由波兰建筑师艾格纳设计 。
三十字广场得名于广场上的三个十字架：一个位于圣亚历山大教堂顶部，另外两个位于教堂门外数十米的圆柱上。
三十字广场开设Hugo Boss, Burberry、Armani、Lacoste等品牌专卖店。 
在广场附近有华沙证券交易所、汇丰银行和喜来登酒店。

## 脚注
1. ↑  "Aigner, Chrystian Piotr," Encyklopedia Polski, p. 12.
2. ↑  "Aigner, Chrystian Piotr," Encyklopedia Powszechna PWN (PWN Universal Encyclopedia), volume 1, p. 32.